# Calatafimi Segesta
Calatafimi Segesta (Calatafimi in siciliano) è un comune italiano di 5 966 abitanti del libero consorzio comunale di Trapani in Sicilia.
Situato fra le colline dell'agro segestano, il comune, più conosciuto con l'originario nome di Calatafimi, ha assunto la denominazione attuale soltanto nel 1997 grazie a una legge regionale presentata dall'allora sindaco e presidente dell'Assemblea regionale siciliana Nicolò Cristaldi, in quanto nel suo territorio è ricompreso il sito archeologico di Segesta.

## Storia

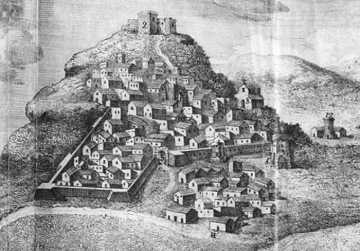
La città di Calatafimi in una vecchia stampa.

Questo comune è al centro di un territorio che fu toccato dapprima dal mito, che narra come Eracle, attraversandolo, durante una delle sue fatiche, si sia ristorato presso le Terme Segestane. Il mito poi si fuse con la storia e in questo stesso territorio il troiano Enea, diretto verso il Lazio (dove i suoi discendenti avrebbero eretto Roma), avrebbe fondato la città di Acesta.

### Il periodo Elimo
Calatafimi Segesta resta il centro abitato odierno più vicino, sia dal punto di vista geografico, che da quello etno-antropologico, all'antica civiltà degli Elimi, che popolarono Segesta. Calatafimi Segesta è infatti l'unico sopravvissuto dei tre insediamenti, che recentemente sono stati definiti le tre "Segeste medievali". Questi tre centri sorsero sul territorio di Segesta dopo il suo dissolvimento, ed in essi, nel Medioevo, si stabilì la popolazione che abitava il territorio segestano. Queste tre Segeste medievali furono:
- Calathamet, nei pressi delle attuali Terme Segestane[5]
- Calatabarbaro, sull'acropoli nord di Segesta, in cima al monte Barbaro[6]
- Calatafimi

L'unica sopravvissuta delle tre fu proprio Calatafimi, mentre delle altre due non rimangono che i resti archeologici conservati, come quelli di Segesta, nel territorio di Calatafimi Segesta.

### Nel medioevo
Nell'antichità Calatafimi sorgeva alle pendici di una collina dove sorgeva un castello, che cadde in abbandono; tra il VII e l'VIII secolo sui ruderi di tale castello venne edificato un nuovo castello, il Castello Eufemio, chiamato originariamente in latino "Castrum Phimes" (ossia "Castello di Phimes").
La città si sviluppò durante l'Emirato di Sicilia (827 d.C. – 1061 d.C.), diventando uno dei principali centri musulmani della Sicilia occidentale. In questo periodo la collina nei pressi di Calatafimi fu chiamata in siculo-arabo Qal'at Fîmî, che vuol dire castello di Eufemio, da cui derivò il nome della città.
In seguito, con la nascita del Regno di Sicilia ad opera di Re Ruggero II, avvenuta nel XII secolo, e per tutto il Medioevo fu un importante centro sia per la difesa del territorio che per la sua densità demografica. Il borgo fece parte del regio demanio fino a quando, nel 1336 Federico III di Sicilia la concesse in feudo al figlio Guglielmo. Dopo la morte di Guglielmo, la città di Calatafimi passò in mano al fratello Giovanni e nel 1340 ad Eleonora, figlia di Giovanni, la quale si sposò con Guglielmo Peralta, detto "Guglielmone". Alla morte di Eleonora la città venne ceduta dunque dagli Aragona di Sicilia ai Peralta.

### Periodo basso-medievale e moderno
Portata in dote matrimoniale come baronia da Donna Violante de Prades a Bernardo Cabrera, Calatafimi appartenne alla Contea di Modica, insieme ad Alcamo, dal 1420 al 1802, quando fu incamerata nel demanio del Regno di Sicilia ai Cabrera (dal 1407) ed in seguito agli Enriquez (dal 1565 fino al 1741) ed infine ai duchi d'Alba. Intanto, nel 1693, la città di Calatafimi venne scossa da un violento terremoto, che interessò anche altre città della Sicilia, soprattutto sulla costa orientale dell'isola.

### Dai Borbone ai giorni nostri
Nel 1837 un'epidemia di colera colpì la popolazione calatafimese, mietendo molte vittime. Nel 1838 l'architetto Emmanuele Palazzotto fu incaricato di progettare un Monte di Pietà. La città di Calatafimi venne annessa al Regno di Sardegna in seguito alla spedizione dei Mille, che proprio nel vicino colle di Pianto Romano affrontò, il 15 maggio 1860 le truppe borboniche in una celebre battaglia, la prima delle tante vittorie che porteranno all'unificazione d'Italia. Sul luogo dove avvenne lo scontro venne eretto un grande mausoleo, dove si conservano le spoglie dei caduti. Il mausoleo, conosciuto come sacrario di Pianto Romano, fu progettato dal celebre architetto Ernesto Basile.
Nel 1968 fu colpita dal terremoto che si abbatté nella Valle del Belice e che causò molte vittime. Questo avvenimento ha portato come conseguenza la nascita di un nuovo popoloso agglomerato di case nella contrada "Sasi" e la divisione fisica fra il vecchio comune (con il Borgo) e quello nuovo.
Con Legge regionale n. 18 del 1º settembre 1998 assunse la denominazione di Calatafimi Segesta, con decorrenza dalla delibera di Consiglio Comunale n. 48 del 20 marzo 1999.

### Simboli
Lo stemma e il gonfalone di Calatafimi Segesta sono stati riconosciuti con decreto del capo del governo del 5 luglio 1929.
Il gonfalone è un drappo di porpora.

## Monumenti e luoghi d'interesse

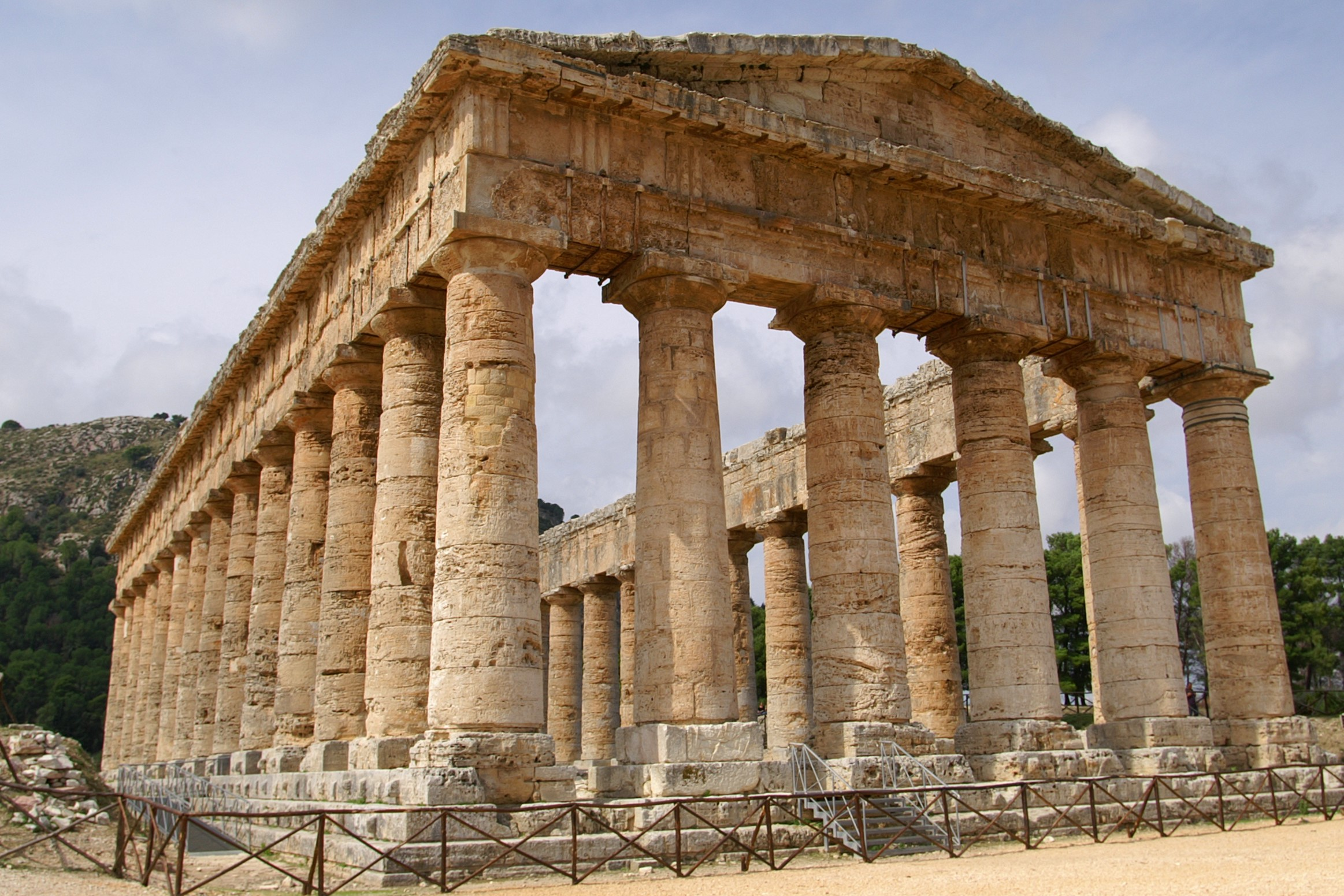
Tempio di Segesta

### Area archeologica di Segesta
L'area archeologica di Segesta, divenuta nel 2013 parco archeologico, comprende diversi siti. L'area, dagli anni novanta, è stata enormemente rivalutata grazie a numerose scoperte che hanno riguardato le rovine dell'antica città elima.
- Il tempio dorico.
- Il teatro.
- Il santuario di contrada Mango.
- La casa del navarca (epoca romana).
- L'area medievale (mura di cinta, castello annesso al teatro, due chiese di epoca normanna, il quartiere medievale e la moschea).

### Architetture civili
Tra gli edifici civili e i monumenti di interesse storico, si annoverano:
- Il mausoleo di Pianto Romano: si trova a pochi chilometri da Calatafimi in direzione sud-ovest su un colle: in documenti dei primi anni del XVII secolo la contrada veniva chiamata Chianti di Rumanu (vigneto di giovani piante della famiglia Romano), ma oggi è nota come Pianto Romano. Su questo colle, a ricordo della famosa battaglia di Calatafimi tra i Garibaldini e l'esercito Borbonico, si erge il Monumento che custodisce i resti dei volontari garibaldini e dei soldati borbonici caduti nella battaglia del 15 maggio 1860. L'attuale Mausoleo, costruito su progetto dell'architetto Enrico Basile, è stato inaugurato il 15 maggio 1892

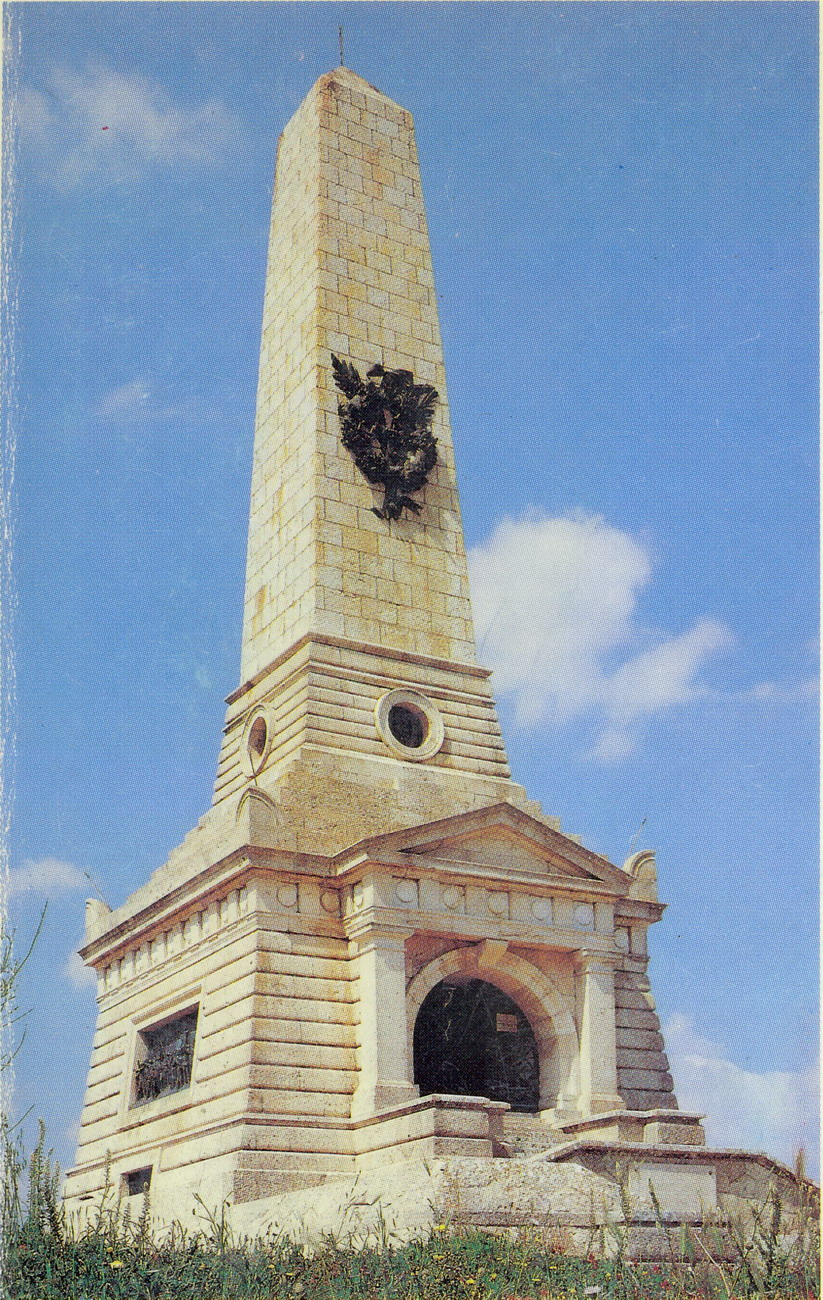
Pianto Romano, il memoriale della battaglia di Calatafimi

- Il castello Eufemio, tipico esempio di architettura normanno-sveva, costruito a scopo difensivo. Si trova su una collina che sovrasta tutta la città. Di esso si hanno documenti scritti solo a partire dalla metà del XII secolo, allorché il viaggiatore e geografo Edrisi lo descrive come "un castello antico, primitivo con un borgo popolato". Nella metà del XII secolo è uno dei castelli imperiali utilizzati dalle truppe di Federico II nella lotta contro i ribelli musulmani; fu poi il castello dei feudatari di Calatafimi e dei governatori che in alcuni periodi lo amministrarono per conto della Corona. Nel 1282, durante la rivolta dei Vespri, dimorava in esso il feudatario, il provenzale Guglielmo Porcelet, che, essendo amato dai suoi sudditi, fu risparmiato dai rivoltosi e rimandato incolume con i suoi familiari in Provenza. Fu poi presidio militare e prigione fino al 1868, anno in cui fu abbandonato
- Il Teatro Comunale Felice Cavallotti: provvisto di due file di palchi, del loggione e della platea, ha subìto diversi restauri. Si trova di fronte all'ex convento di San Francesco e fu fondato nel 1881 su iniziativa dell'illustre cav. Nicolò Rindello, patriota e pittore. Intitolato a Felice Cavallotti (1842-1898), letterato, giornalista e deputato, è stato aperto fino al 1962, ristrutturato dopo il sisma del 1968, e riaperto nel 2016
- La Casa-museo Garibaldi: si trova nella via Marconi, a pochi passi dal Palazzo Municipale. Era la casa del Parroco Antonino Pampalone (1810-1866), fervente liberale e deputato per Calatafimi al Parlamento Siciliano del 1848: in questa casa furono ospitati Garibaldi e quattro suoi ufficiali il 16 maggio 1860. Dal suo balcone quel giorno il Generale parlò, fra gli applausi alla gente di Calatafimi, dell'unità d'Italia. Nel luglio 1862, Garibaldi fu di nuovo ospite in questa casa e visitò a Pianto Romano i luoghi della battaglia e la fossa comune, segnata da una semplice croce, che raccoglieva i resti dei caduti di entrambe le parti. Da questo stesso balcone parlò poi ai Calatafimesi, pronunciando, pare, per la prima volta il famoso motto "O Roma o morte"
- Il palazzo Zuaro
- La fontana di "Li Cannola"
- La ruota dei Proietti: scendendo per la piccola via Ospedale dal piazzale del SS. Crocifisso, dopo pochi passi, vicino ad una porta secondaria dell'ex Ospedale Civico, s'incontra "la ruota dei Proietti". In questo luogo venivano abbandonati alla pubblica assistenza i neonati non desiderati

### Architetture religiose
Calatafimi Segesta ha circa 30 chiese che, al loro interno, conservano numerose statue marmoree della scuola di Antonello Gagini e svariate tele. Di ottima fattura sono gli affreschi neoclassici della chiesa della Madonna del Giubino.

#### Chiesa madre di San Silvestro Papa
La sua origine risale al XII secolo. È intitolata a San Silvestro Papa, il più antico patrono di Calatafimi Segesta, che secondo la tradizione popolare protesse la cittadina dalle incursioni dei musulmani ribelli al potere imperiale. Con l'ampliarsi nel tempo del primitivo nucleo urbano e l'aumentare della sua popolazione, l'edificio originario, essendo troppo piccolo per contenere i fedeli, fu sottoposto tra il XV e il XVIII secolo a ripetuti ampliamenti e modifiche. Per la sua larghezza è stata il luogo delle grandi assemblee popolari, come quella del 1655 che portò all'elezione di Maria Santissima di Giubino come Patrona di Calatafimi contro l'invasione di cavallette che stava distruggendo i raccolti.

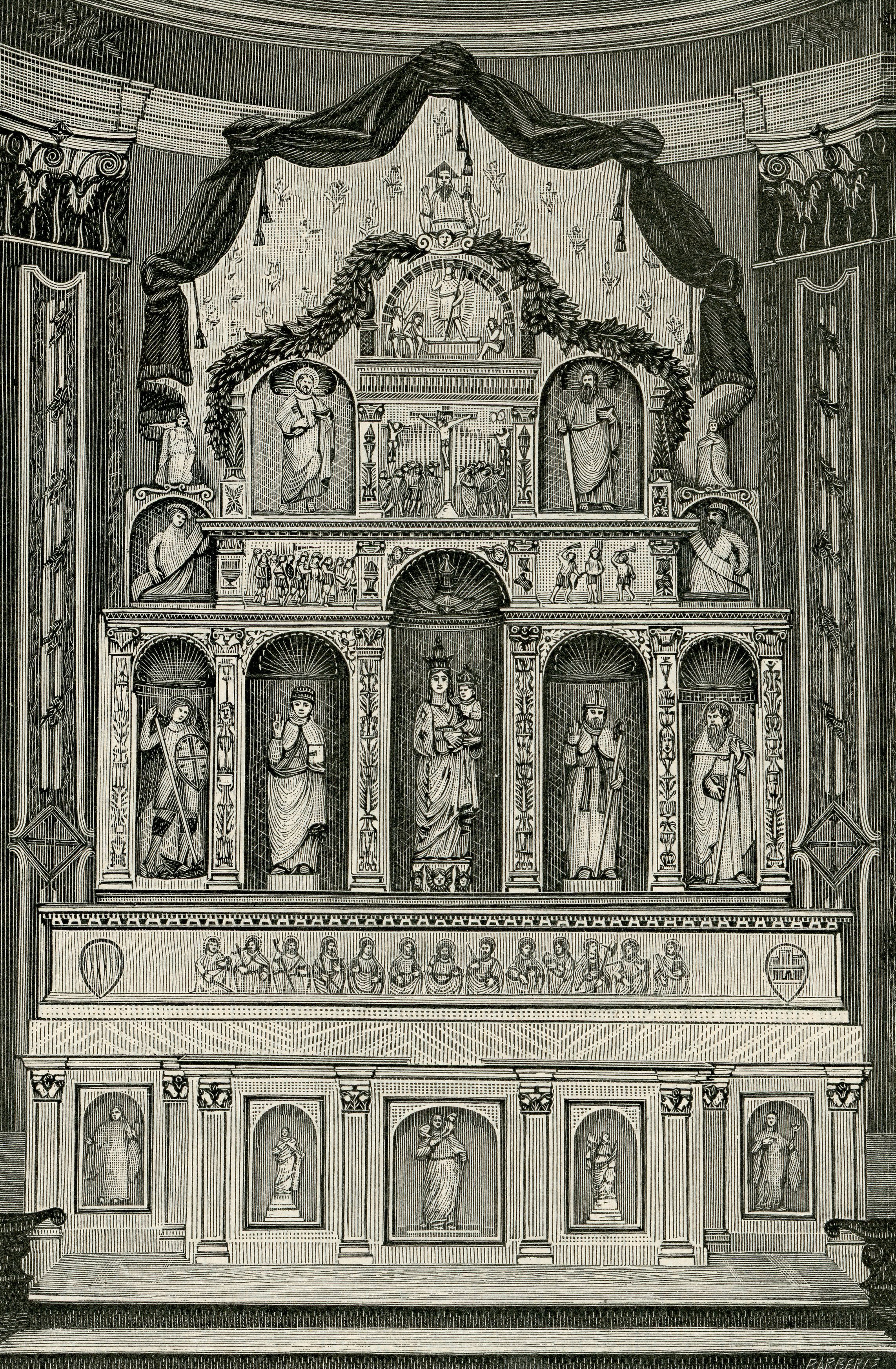
Polittico marmoreo all'interno della chiesa madre San Silvestro Papa

La facciata è spoglia di decorazioni. Nell'interno a tre ampie navate, separate da colonne, prevale lo stile rinascimentale, anche se non mancano elementi di sobrio barocco.
Nell'abside si trova un polittico marmoreo, opera degli scultori carraresi Bartolomeo Berrettaro e Giuliano Mancino nel 1516.
La chiesa custodisce inoltre un sarcofago in marmo con le spoglie di Giuliano Truglio, risalente al XVIII secolo.

#### Chiesa di San Michele Arcangelo

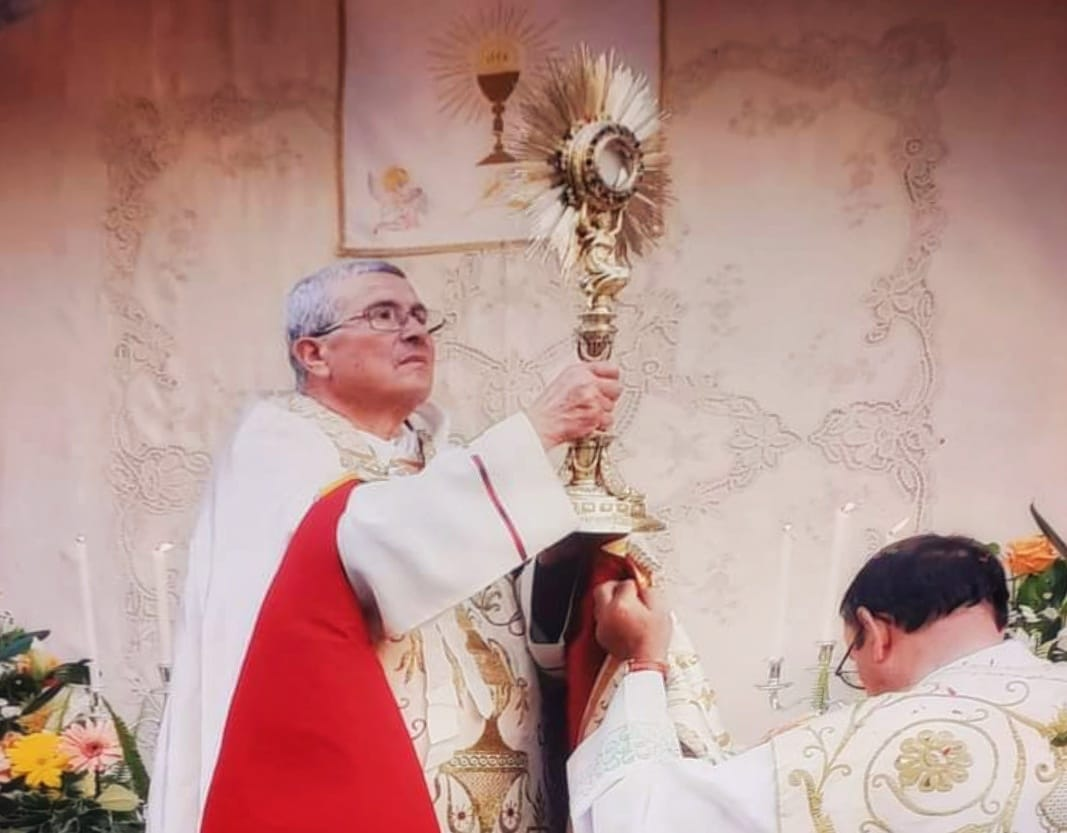
Benedizione eucaristica impartita dall'Arciprete durante la processione del Corpus Domini

Il culto di san Michele fu un tempo assai vivo a Calatafimi e la sua festa, che cadeva l'8 maggio, era accompagnata da "iorni quindici di franchezza di ogni gabella", cioè per quindici giorni non si pagava la gabella sulle merci.
Questa chiesa, che fu in origine della confraternita di San Michele Arcangelo, ospitò per qualche tempo le spoglie del beato Arcangelo Placenza da Calatafimi, che vennero successivamente trasferite nella Chiesa di Santa Maria di Gesù ad Alcamo. Nel 1596 la confraternita concesse la chiesa ai Frati di Terz'Ordine di San Francesco che la ampliarono e accanto vi edificarono il loro convento.
Avendo subito notevoli danni durante il terremoto del Belice del 1968, l'attuale tetto in legno a capriate è opera di una ricostruzione successiva.
L'interno della chiesa è diviso in tre navate, in stile neoclassico e barocco, ciascuna provvista di un portale.
La chiesa contiene un'acquasantiera del XVI secolo, una statua di san Michele Arcangelo del 1490 e diversi stucchi e dipinti.
Da questa chiesa si snoda la processione del Corpus Domini cittadina.

#### Chiesa del Santissimo Crocifisso
Il santuario del Santissimo Crocifisso, in stile barocco con influenze neoclassiche, si erge là dove un giorno sorgeva la piccola ed antichissima chiesa di Santa Caterina d'Alessandria. Nella sacrestia di quella piccola chiesa, nei giorni 23, 24 e 25 giugno del 1657, un antico Crocifisso ligneo produsse una serie di miracolose guarigioni, la cui presunta autenticità è attestata dai documenti dell'epoca e dall'edificazione dell'attuale santuario (dal 1741 al 1759), che sostituì l'antica chiesetta.
Il progetto fu commissionato all'architetto trapanese Giovanni Biagio Amico e la sua edificazione fu sostenuta interamente dal popolo calatafimese. In seguito alle manifestazioni miracolose del 1657, ebbe inizio la solenne singolare festa del Santissimo Crocifisso, nella quale confluirono assieme fede religiosa e antichissime tradizioni, e che si ripete da più di tre secoli.
La chiesa presenta una pianta longitudinale a navata unica; lungo le pareti si trovano tre altari per lato. L'altare principale è chiuso da un'edicola classica dal timpano curvilineo, che si inserisce armonicamente nel complesso, reso omogeneo dagli stucchi e dalle dorature sulle pareti.
All'interno sono conservati:
- il busto in marmo di Nicolò Mazzara, opera del 1882 del palermitano Domenico Costantino
- il quadro raffigurante Sant'Eligio e Sant'Atanasio, con la Madonna ed il Bambino Gesù in una corona di angeli, opera di Gaetano Mercurio del 1768[10]
- un dipinto di Santa Caterina d'Alessandria, opera di Gaetano Mercurio
- il dipinto del simulacro della Madonna di Trapani, con San Nicola e Sant'Alberto, circondati dagli angeli, opera del trapanese Domenico La Bruna del 1760[10]
- un dipinto dei Santi Crispino e Crispiniano, opera di Gaetano Mercurio del 1767[10]
- gli affreschi sulle volte, sulla navata e sulla tribuna, dipinti da Diego Norrito nel 1772[10]
- un dipinto del Cuore di Gesù, opera del Gianbecchina del 1961[10]
- due dipinti che rappresentano scene del Vecchio Testamento, opere di Gaetano Mercurio[10]

#### Santuario di città di Maria Santissima di Giubino

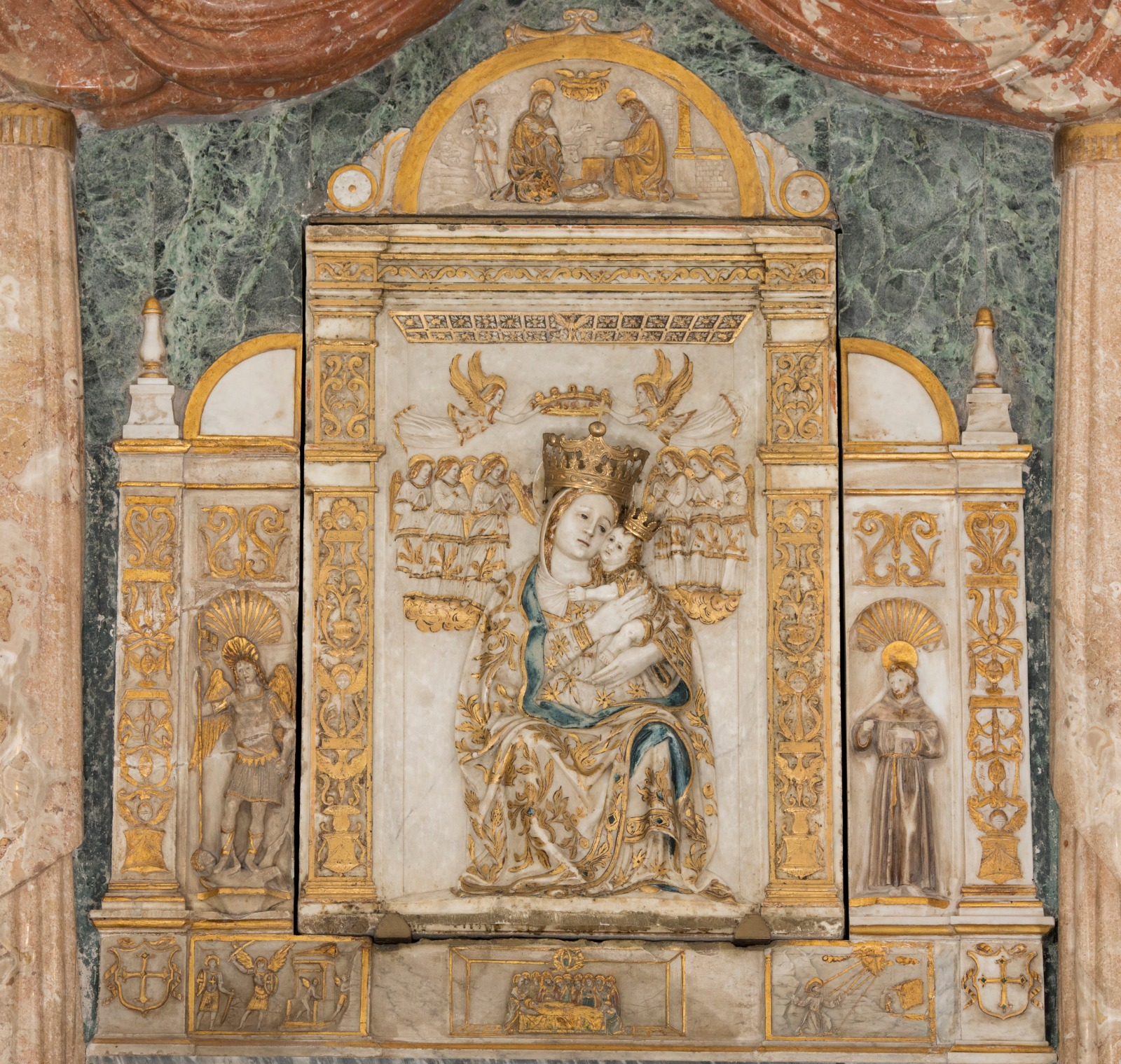
Maria Santissima di Giubino - patrona della città

La Chiesa del Giubino, dedicata alla patrona della città, fu costruita tra il 1721 e il 1734. È a navata unica, con volta a botte decorata con affreschi e motivi ornamentali. All'interno ci sono alcune opere di rilievo: la tela dell'Assunta, una Madonna degli Angeli con i Santi del 1617, la pala di Tutti i Santi, un organo in legno del Settecento e un altorilievo in marmo del Quattrocento che rappresenta la Madonna del Giubino con Bambino.
Nel 1655 un'invasione di cavallette stava distruggendo tutto il raccolto nelle campagne di Calatafimi: il popolo, riunitosi in chiesa, decise che, dopo aver messo in un'urna i nomi di tutti i santi che avevano un altare nelle chiese della città, sarebbe stato scelto come patrono quello estratto. Invocato lo Spirito Santo, venne sorteggiato il biglietto con il nome di Maria Santissima di Giubino. La parte centrale del trittico con l'immagine della Vergine fu dunque tolta in tutta fretta dalla parete nella chiesa campestre di Giubino e portata in processione: Calatafimi fu libera dalle cavallette, Maria Santissima di Giubino fu eletta patrona della città (25 aprile 1655) e il bassorilievo della Vergine di Giubino fu poi posizionato sull'altare maggiore della nuova chiesa, progettata da Giovanni Biagio Amico (lo stesso progettista della chiesa del Santissimo Crocifisso) nel 1721. Nel 1931 il trittico venne ricomposto nel santuario di città e restaurato. La chiesa fu sottoposta ad un restauro nel 1978.

#### Chiesa di San Giuliano Martire
Si affaccia sulla piazza Francesco Cangemi ed è una chiesa antichissima, eretta a parrocchia nel 1619. All'esterno presenta una facciata con vetrata a motivi sacri e il portone incorniciato da paraste a capitelli corinzi, sormontati da un frontone triangolare. All'interno ci sono diverse statue lignee e dipinti.

#### Santuario campestre di Maria SS. di Giubino
Si trova a circa due km. da Calatafimi Segesta, sul versante settentrionale del colle Tre Croci. È uno dei più noti santuari mariani della Sicilia, la cui fama è legata alla memoria del Beato Arcangelo Placenza da Calatafimi, che vi dimorò per qualche tempo e, soprattutto, al culto di Maria Santissima di Giubino, patrona della cittadina.

#### Ex Convento di San Francesco d'Assisi
Fondato nel 1543 da Giovan Giacomo Gullo, barone di Arcauso, apparteneva ai Frati minori conventuali. Dopo l'abolizione del convento, l'edificio fu adibito a scuola pubblica. Oggi è la sede del pittoresco ed interessante Museo Etno-Antropologico ed espone strumenti e antichi attrezzi di lavoro, oggetti di uso domestico e mobilio. Trasmette così, in maniera diretta e efficace, il patrimonio, le consuetudini e le memorie delle generazioni passate.

### Altri luoghi d'interesse
- Antichi ruderi delle mura medievali.
- Il bosco Angimbè (dove si trovano querce da sughero e lecci[12]).
- La pineta di Santa Maria.
- La Chiesa del Carmine.
- La Chiesa di Maria Maddalena (ex Chiesa di Sant'Agostino).
- La Chiesa della Vergine del Soccorso.
- La Chiesa di San Isidoro Agricola.
- La Chiesa di San Rocco.
- La Chiesa Maria SS. Immacolata.
- La Chiesa di San Vito.
- Itinerario dei Vicoli: da alcuni anni tanti angoli suggestivi del centro storico di Calatafimi sono stati tolti al degrado, ristrutturati e destinati ad illustrare la sua storia e le sue tradizioni.

Nella cittadina sono dislocati tre piccoli musei: il museo civico-archeologico di Segesta, il museo dell'epopea garibaldina e il museo etnoantropologico.

## Società

### Evoluzione demografica
Abitanti censiti

### Etnie e minoranze straniere
Secondo i dati ISTAT al 31 dicembre 2016 i cittadini stranieri residenti a Calatafimi-Segesta erano 132. Le nazionalità maggiormente rappresentate erano:
- Romania 71 1,1%
- Tunisia 16 0,2%

### Tradizioni e folclore

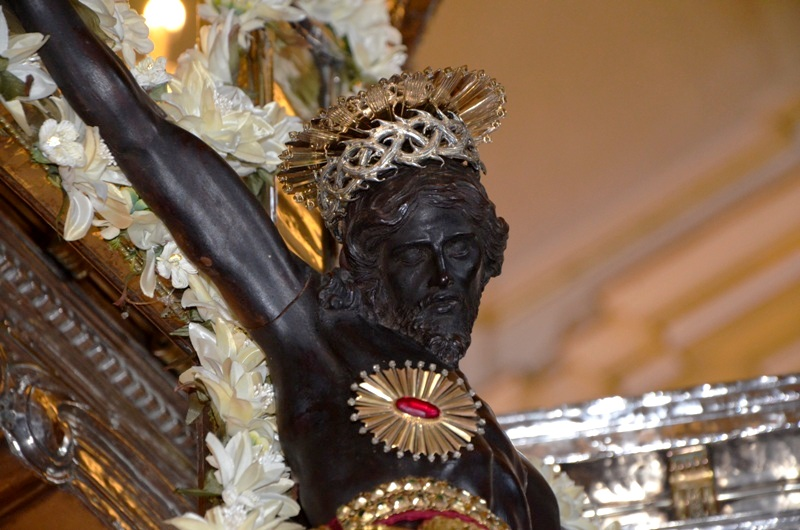
SS. Crocifisso di Calatafimi

La Festa del Santissimo Crocifisso: si svolge ogni 5 o 7 anni, nei giorni che vanno dall'1 al 3 maggio. È una festa religiosa collegata ad un antico crocifisso ligneo di autore ignoto, cui sono attribuite numerose guarigioni avvenute nel 1657. In tale anno il crocifisso, che si trovava nella sagrestia della chiesetta di Santa Caterina d'Alessandria, fu portato per la prima volta in processione. Tradizionalmente, come riporta l'etnologo Giuseppe Pitrè, la festa non si svolgeva ogni anno, ma ogniqualvolta vi fossero abbastanza risorse per organizzarla: ogni 10 anni dapprima, ogni 5 anni a partire dal 1800. I figuranti, divisi in ceti, sfilano per tre giorni in processione lanciando confetti, cucciddati e fiori.

## Cultura

### Musica
- L'Associazione Culturale Musicale Calatafimi Segesta nasce nel 2006 con la fusione fra la Big Band Calatafimi-Segesta, attiva da più di 10 anni, e la Banda Segesta, le cui origini risalgono a prima del 1900; è una tra le più antiche bande musicali della Provincia di Trapani. Il suo organico è formato da circa 70 elementi: spicca in particolare una presenza femminile molto elevata pari a circa l'80%.
- Il Gruppo Folkloristico Elimo: elevato a gruppo istituzionale dal Presidente della Repubblica Giorgio Napolitano in occasione dei festeggiamenti commemorativi dell'Unità d'Italia, è nato nel 1984. Esso è composto da circa 50 elementi.[senza fonte]

### Eventi
Calatafimi Segesta Festival Dionisiache (teatro antico di Segesta): da luglio ai primi di settembre. Rassegna teatrale di fama nazionale riconosciuta dal MIBACT. In precedenza organizzata dal Comune, adesso dal Parco archeologico di Segesta, divenuto ente autonomo.

## Prodotti tipici
All'interno del comune di Calatafimi Segesta si trova la riserva naturale dell'Angimbè, tutelata come Sito di interesse comunitario, nota per la produzione di vini e per la coltivazione di olive sin dalla dominazione fenicia nell'VIII secolo a.C.

### Vini
Nel territorio dell'Angimbè si producono vini bianchi corposi come il Catarrato, l’Insolia e il Grecanico.

### Olio di oliva
Nella Valle del Belice si coltiva la rinomata cultivar Nocellara del Belice, da cui si ricava l'olio extravergine Valle del Belice DOP.

### Agrumi
L'Ovaletto di Calatafimi è un'arancia bionda dalla forma allungata coltivata nel comune di Calatafimi sin dagli inizi del '900 e inserita nella lista dei Prodotti agroalimentari tradizionali siciliani (PAT).

## Amministrazione
Di seguito è presentata una tabella relativa alle amministrazioni che si sono succedute in questo comune.
| Periodo          | Periodo          | Primo cittadino         | Partito            | Carica                    | Note   |
| ---------------- | ---------------- | ----------------------- | ------------------ | ------------------------- | ------ |
| 4 dicembre 1993  | 1 maggio 1997    | Agostino Gallo          | Alleanza Nazionale | Sindaco                   | [ 19 ] |
| 9 maggio 1997    | 22 maggio 2002   | Nicolò Cristaldi        | Alleanza Nazionale | Sindaco                   | [ 19 ] |
| 28 maggio 2002   | 15 maggio 2007   | Nicolò Cristaldi        | Alleanza Nazionale | Sindaco                   | [ 19 ] |
| 15 maggio 2007   | 8 maggio 2012    | Nicolò Ferrara          | lista civica       | Sindaco                   | [ 19 ] |
| 8 maggio 2012    | 7 febbraio 2014  | Nicolò Ferrara          | lista civica       | Sindaco                   | [ 19 ] |
| 28 marzo 2014    | 27 maggio 2014   | Rosaria Mancuso         |                    | Commissario straordinario | [ 19 ] |
| 27 maggio 2014   | 29 aprile 2019   | Vito Sciortino          | lista civica       | Sindaco                   | [ 19 ] |
| 29 aprile 2019   | 21 dicembre 2020 | Antonino Accardo        | lista civica       | Sindaco                   | [ 20 ] |
| 29 dicembre 2020 | 12 ottobre 2021  | Francesco Mario Fragale |                    | Commissario straordinario | [ 19 ] |
| 12 ottobre 2021  | in carica        | Francesco Gruppuso      | lista civica       | Sindaco                   | [ 19 ] |

### Gemellaggi
- Valle di Maddaloni
- Teano, dal 2009
- Certeze